# Roze granaatzanger
De roze granaatzanger (Granatellus pelzelni) is een zangvogel uit de familie Cardinalidae (kardinaalachtigen).

## Verspreiding en leefgebied
Deze soort telt 2 ondersoorten:

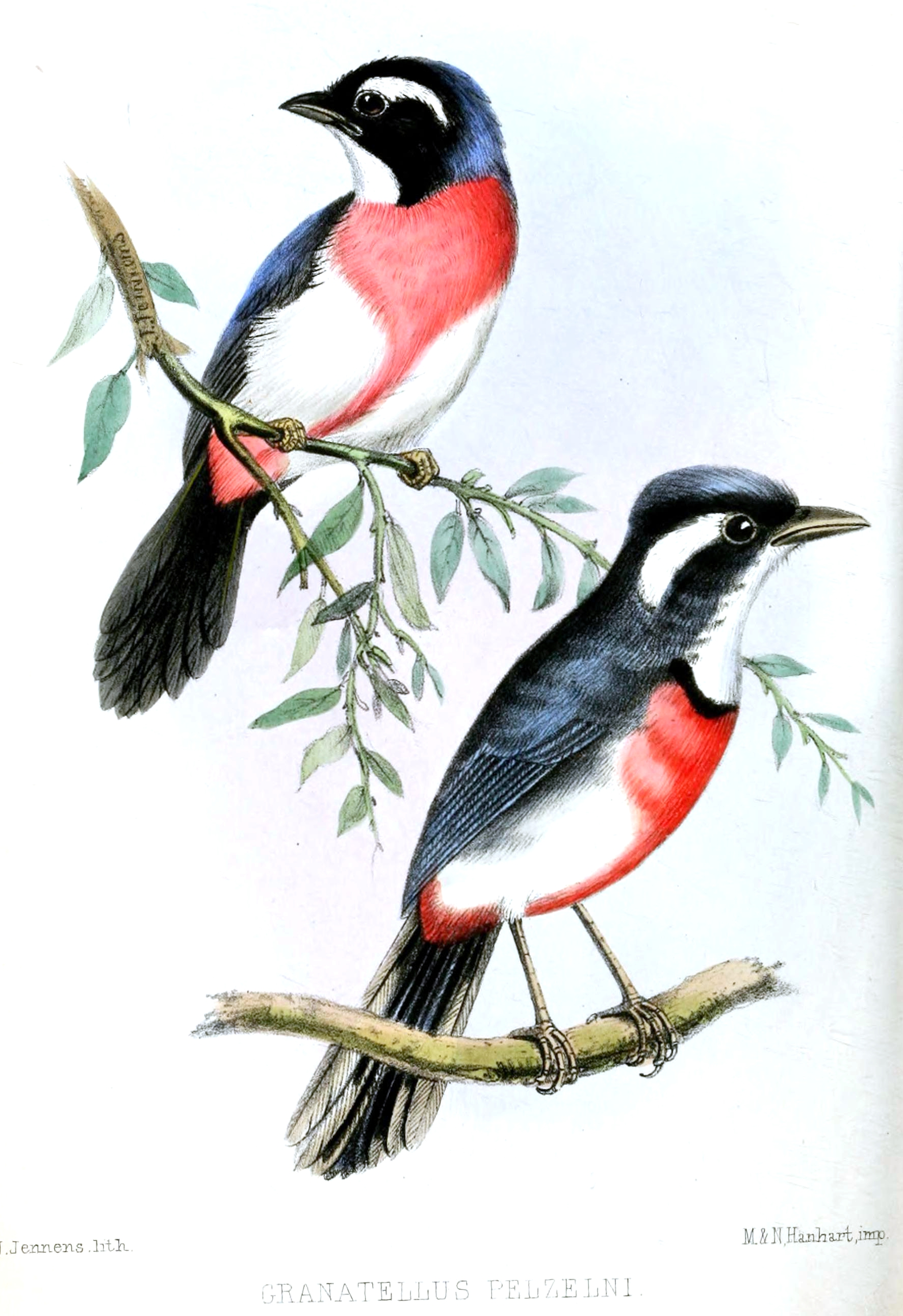

- G. p. pelzelni: zuidelijk Venezuela, Guyana, Suriname en noordelijk en zuidelijk amazonisch Brazilië.
- G. p. paraensis: bezuiden de Amazonerivier en oostelijk van de Tocantinsrivier (noordoostelijk Brazilië).